# Guido Pepoli
Guido Pepoli (Bolonha, 5 de maio de 1560 - Roma, 15 de janeiro de 1599) foi um cardeal do século XVII

## Biografia
Nasceu em Bolonha em 5 de maio de 1560. Scoond dos dois filhos de Cornelio Pepoli, conde de Castiglione, e Sulpitia Isolani, dos condes de Minerbio. O outro filho era Filippo (um conde que morreu sem deixar descendentes). Sua família era aparentada por casamento com a família do Papa Gregório XIII; e ao Pseudocardial Giacomo Isolani (1413). Seu sobrenome também está listado como Pepuli.
Estudou na Universidade de Siena, onde obteve o doutorado in utroque iure , direito canônico e civil, em 5 de dezembro de 1583..
Referendário dos Tribunais da Assinatura Apostólica da Justiça e da Graça. Participantium protonotário apostólico , 2 de fevereiro de 1583. Clérigo da Câmara Apostólica, 10 de dezembro de 1584. Secretário apostólico. Tesoureiro geral de Sua Santidade, 2 de março de 1587..
Criado cardeal diácono no consistório de 20 de dezembro de 1589; recebeu o gorro vermelho e a diaconia de Ss. Cosma e Damiano, 15 de janeiro de 1590. Participou do primeiro conclave de 1590 , que elegeu o Papa Urbano VII. Participou do segundo conclave de 1590 , que elegeu o papa Gregório XIV. Participou do conclave de 1591, que elegeu o Papa Inocêncio IX. Participou do conclave de 1592, que elegeu o Papa Clemente VIII. Optou pela diaconia de S. Eustachio, 6 de fevereiro de 1592. Governador de Tivoli, 1595. Optou pela ordem dos cardeais presbíteros e pelo título de S. Biagio dell'Anello, a 12 de junho de 1595. Optou pelo título de S. Pietro in Montorio, 8 de janeiro de 1596..
Morreu em Roma em Junho de 1599. Sepultado na igreja de S. Biagio dell'Anello, Roma.